# 田舎のダンス
『田舎のダンス』 (仏: Danse à la campagne ) は、フランスの画家ピエール＝オーギュスト・ルノワールによる1883年の油彩絵画。
現在は、パリのオルセー美術館に所蔵されている。

## 背景
『田舎のダンス』は1882年、画商のポール・デュラン＝リュエルが舞踏会を主題に注文、1886年に購入した作品である。
最初の展示は1883年の4月で、彼は1919年にルノワールが死去するまでそれを所蔵していた。
ルノワールは同年、同じテーマで『都会のダンス』という作品も描いている。
ルノワールは1881年にイタリアを訪れており、そこでラファエロの作品に感銘を受け、印象派からの脱却を図った。
『田舎のダンス』はこの時期の作品である。

## 主題
作品は、栗の木の下で踊る男女を描いている。
男性は画家の友人ポール・ロートで、女性はのちに画家の妻となるアリーヌ・シャリゴである。
二人の人物像は等身大で描かれ、絵の大部分を占めているが、背景には右手にテーブルと地面の帽子が見えている。
女性は右手に扇子を持っており、鑑賞者に向かって微笑んでいる。
作品は明るく陽気な雰囲気に溢れており、女性の衣服にも黄色い手袋、赤い帽子など温かい色彩が使われている。

## 参照項目
- 都会のダンス
- ブージヴァルのダンス